# Brian Setzer
Brian Setzer (Massapequa, Nueva York, 10 de abril de 1959) es un compositor y guitarrista estadounidense de swing.

## Trayectoria
En enero de 1980, Setzer forma los Stray Cats. Después de actuar desde Nueva York hasta Filadelfia, en junio de 1980 deciden ir a Londres donde pensaban que su música y su estilo iban a ser más apreciados. Tuvieron que vender sus instrumentos en una tienda llamada "Sam Ash Music" en la calle 48 para poder comprar los tres billetes de avión. Los Stray Cats llamaron la atención de un productor llamado Dave Edmunds y sacaron varios sencillos que tuvieron éxito.
En 1982 consiguieron llamar la atención en América con el disco Built For Speed, este incluía los sencillos «Rock This Town» (número dos en el Top Ten) y «Stray Cat Strut» (número tres en el Top Ten). El siguiente álbum Rant 'N Rave With The Stray Cats incluyó los sencillos «(She's) Sexy + 17"» (número cinco en el Top Ten) y «I Won't Stand in Your Way» (número 35 en el Top Ten).
Los Stray Cats se separaron en 1994, aunque se han reunido ocasionalmente para grabar discos y hacer giras. En el año 2004 Brian Setzer se volvería a reunir junto con sus compañeros Slim Jim Phantom y Lee Rocker de los Stray Cats en una gira que les llevaría por toda Europa, incluyendo dos conciertos en España: el primero en la sala Razzmatazz de Barcelona, y el segundo en el marco del Crossroad Festival de Gijón. En la misma, Setzer pudo descubrir que la magia que desprende junto a estos dos monstruos del r´n´r, es difícilmente igualable a la de cualquier otra formación de este estilo, por lo que comenzando en agosto de 2008, vuelven a los escenarios de Europa, abriendo en España. Esta será la gira de despedida del grupo, conocida como "Farewell Tour".
En 1986 Setzer saca su primer disco en solitario, The Knife Feels Like Justice; con este álbum se aleja del estilo rockabilly para caer en sonido roquero más convencional. Este disco tiene menos éxito llegando al puesto 45 de la lista de ventas de US. También a mediados de los 80 Setzer ocupó el lugar de guitarra solista en la gira de la banda de Robert Plant The Honeydrippers. En 1987 Setzer actuó personificando a Eddie Cochran en la película La Bamba.
Setzer formó The Brian Setzer Orchestra a mediados de la década de 1990. La banda era un retorno al swing y al jump blues; fue un proyecto muy ambicioso con una orquesta de 17 músicos que sacaron 4 álbumes de estudio, un disco de Navidad y varios en directo entre 1994 y 2002. Su mayor éxito fue en 1998 con el lanzamiento de The dirty Boogie, que se metió en el Top Ten de ventas de US, y contenía un sencillo llamado Jump, Jive an'Wail, que era una versión de Louis Prima.
Setzer continuó sacando discos en solitario esporádicamente, incluyendo un directo llamado Rockin' By Myself en 1998 y Nitro Burnin' Funny Daddy en 2003. En el año 2001 editó Ignition, un álbum con su nuevo trío llamado '68 Comeback Special. Un álbum tributo titulado Rockabilly Riot Vol. 1: A Tribute To Sun Records en octubre de 2006 (en Estados Unidos). Su último disco, 13, salió en octubre del 2006.
El 25 de septiembre de 2007 The Brian Setzer Orchestra publicó Wolfgang's Big Night Out que incluía piezas de música clásica interpretadas por Setzer como la Sinfonía nº5 de Beethoven, El Vuelo del Moscardón y Para Elisa. Con este disco, Setzer consiguió su octava nominación a los Grammy.
Participó en el 2002 en un episodio de The Simpsons, en el que su personaje aparece actuando en un campamento ficticio llamado Rock'n Roll Fantasy Camp.

## Galardones
Setzer ha conseguido tres premios Grammys: Mejor actuación en grupo de Pop por Jump Jive An, y dos
por mejor actuación Pop instrumental por Sleepwalk y por Caravan.

## Discografía

### Bloodless Pharaohs
- Marty Thau 2 x 5 (1980)

### Stray Cats
- Stray Cats (1981)
- Gonna Ball (1981)
- Built For Speed (1982) #2 (15 weeks) US
- Rant N' Rave with the Stray Cats (1983) #14 US
- Rock Therapy (1986) #122 US
- Blast Off! (1989) #111 US
- Let's Go Faster! (1990)
- The Best of the Stray Cats: Rock This Town (1990)
- Choo Choo Hot Fish (1992)
- Original Cool (1993)
- Rumble in Brixton (2004)
- 40 (2019)

### The Brian Setzer Orchestra
- The Brian Setzer Orchestra (1994) #158 US
- Guitar Slinger (1996)
- The Dirty Boogie (1998) #9 US
- Vavoom! (2000) #62 US
- Boogie Woogie Christmas (2002)
- Jump, Jive an' Wail - The Very Best of the Brian Setzer Orchestra (2003)
- The Ultimate Collection Live (2004)
- Dig That Crazy Christmas (2005)
- Wolfgang's Big Night Out (September 2007)
- "Christmas Rocks" (October 2008)
- "The Ultimate Christmas Collection CD/DVD" (October 2008)
- "Songs From Lonely Avenue" (October 2009)

### En solitario
- The Knife Feels Like Justice (1986) #45 US
- Live Nude Guitars (1988) #140 US
- Rockin' By Myself (1993)
- Nitro Burnin' Funny Daddy (2003)
- Rockabilly Riot Vol. 1: A Tribute To Sun Records (2005)
- 13 (2006) #2 JAP
- Red Hot & Live (2007)
- Setzer Goes Instru-Mental! (2011)
- Rockabilly Riot! Live from the Planet (2012)
- Rockabilly Riot! All Original (2014)
- Rockabilly Riot! Osaka Rocka! (Live in Japan) (2016)
- Gotta Have The Rumble (2021)

### 68 Comeback Special
- Ignition (2001) #152 US

## Filmografía
- La Bamba (1987)
- Mother Goose Rock 'n' Rhyme (1990)
- The Great White Hype (1996)
- The Nanny - "The Bobbi Flekman Story'" (1997), interpretándose a sí mismo.
- The Country Bears (2002), along with the '68 Comeback Special.
- The Simpsons - "How I Spent My Strummer Vacation" (2002).

## DVD en directo
- Brian Setzer Orchestra live In Japan (2001)
- Rumble In Brixton (2004)
- Brian Setzer Orchestra Live: Christmas Extravaganza (2005)
- One Rockin' Night ('95) (2007)

## Equipamiento musical
Brian Setzer posee una gran colección de guitarras. Sus preferidas son las "vintage" y semihuecas. Gretsch fabrica un modelo con su nombre:

### Guitarras Vintage
- D'Angelico Excel - 1938
- D'Angelico New Yorker - 1940
- Martín Model D-28 Acoustic - 1956
- Fender Stratocaster Turquoise - 1957
- Guild Bluesbird - 1959
- Gretsch Modelo 6130 Round Up - 1955
- Gretsch Modelo 6128 Black Duo Jet - 1957
- Gretsch Modelo 6136 White Falcon - 1957
- Gretsch Modelo 6129 Silver Jet - No Pickguard - 1957
- Gretsch Modelo 6129 Silver Jet - White Pickguard - 1957
- Gretsch Modelo 6136 White Falcon - 1957
- Gretsch Modelo 6129 Silver Jet - Black Pickguard - 1958
- Gretsch Modelo 6120 "Stray Cat" - 1959
- Gretsch Modelo 6120 Chet Atkins - 1959
- Gretsch Modelo 6119 "Christmas Custom" - 1959
- Gretsch Modelo 6119 Blue Sparkle Jet - 1959
- Gretsch Modelo 6120 - 1960
- Gretsch Modelo 6119 - 1960
- Gibson Firebird V - 1964

### Guitarras modelo "Setzer"
- Gretsch Modelo 6120 Setzer Signature Prototype
- Gretsch Modelo 6120 Setzer Hot Rod Custom Purple
- Gretsch Modelo 6120 Setzer Hot Rod Custom "Pinstripe"
- Gretsch Modelo 6120 Setzer Hot Rod Custom "Spotty"
- Gretsch Modelo 6120 Setzer Hot Rod Custom "Sparkle Red"
- Gretsch Modelo 6120 Setzer Hot Rod Custom "Sparkle Blue"
- Gretsch Modelo 6120 SSLVO Brian Setzer Signature
- Gretsch Modelo 6120 SSL Brian Setzer Signature
- Gretsch Modelo 6120 SSU Brian Setzer Signature
- Gretsch Modelo 6120 SSUGR Brian Setzer Signature
- Gretsch Modelo 6136SLBP Brian Setzer Black Phoenix

### Otras Guitarras
- Bigsby Custom - 2003

### Efectos
- Echoplex
- Chorus Echo

### Amplificadores
- Fender Bassman - 1962
- Fender Princeton - 1960